# トーマス・クロナン
トーマス・クロナン（Thomas Francis "Tom" Cronan、1885年4月24日- 1962年12月16日）は、アメリカ合衆国の陸上競技選手である。彼は、1906年に開催されたアテネオリンピックの三段跳で銅メダルを獲得した。

## 経歴
コネチカット州ウォーターバリーの生まれ。彼は、1906年のアテネオリンピックにアメリカ合衆国代表として選ばれ、三段跳と走幅跳の2種目に出場した。
アテネオリンピックの三段跳は、1906年4月30日に10の国から21人の選手が参加して予選なしの決勝のみで実施された。クロナンは13.700メートルの記録でイギリス代表の2選手（ピーター・オコナー、コーネリアス・リー）に続いて3位となり、銅メダルを獲得した。なお、4月27日に実施された走幅跳では6.185メートルの記録で6位に入賞している。1962年に生地のウォーターバリーで死去した。